# رونی بلکمن
رونی بلکمن (انگلیسی: Ronnie Blackman; ۲ آوریل ۱۹۲۵ – ۱۶ فوریهٔ ۲۰۱۶) بازیکن فوتبال اهل بریتانیا بود.
از باشگاه‌هایی که در آن بازی کرده‌است می‌توان به باشگاه فوتبال ناتینگهام فارست، باشگاه فوتبال گوسپورت بورو، باشگاه فوتبال تونبریج آنجلز، باشگاه فوتبال ردینگ، و باشگاه فوتبال ایپسویچ تاون اشاره کرد.